# 日下部警察署
日下部警察署（くさかべけいさつしょ）は、山梨県警察が管轄する警察署の一つである。
2007年4月1日の管轄再編により、塩山警察署（えんざんけいさつしょ）と統合された。

## 管轄区域
- 山梨市全域
- 甲州市全域
  - かつては旧春日居町も管轄していたが、2007年4月1日の管轄再編で笛吹警察署管轄となった。

## 所在地

### 本庁舎
- 山梨県山梨市北261

### 分庁舎

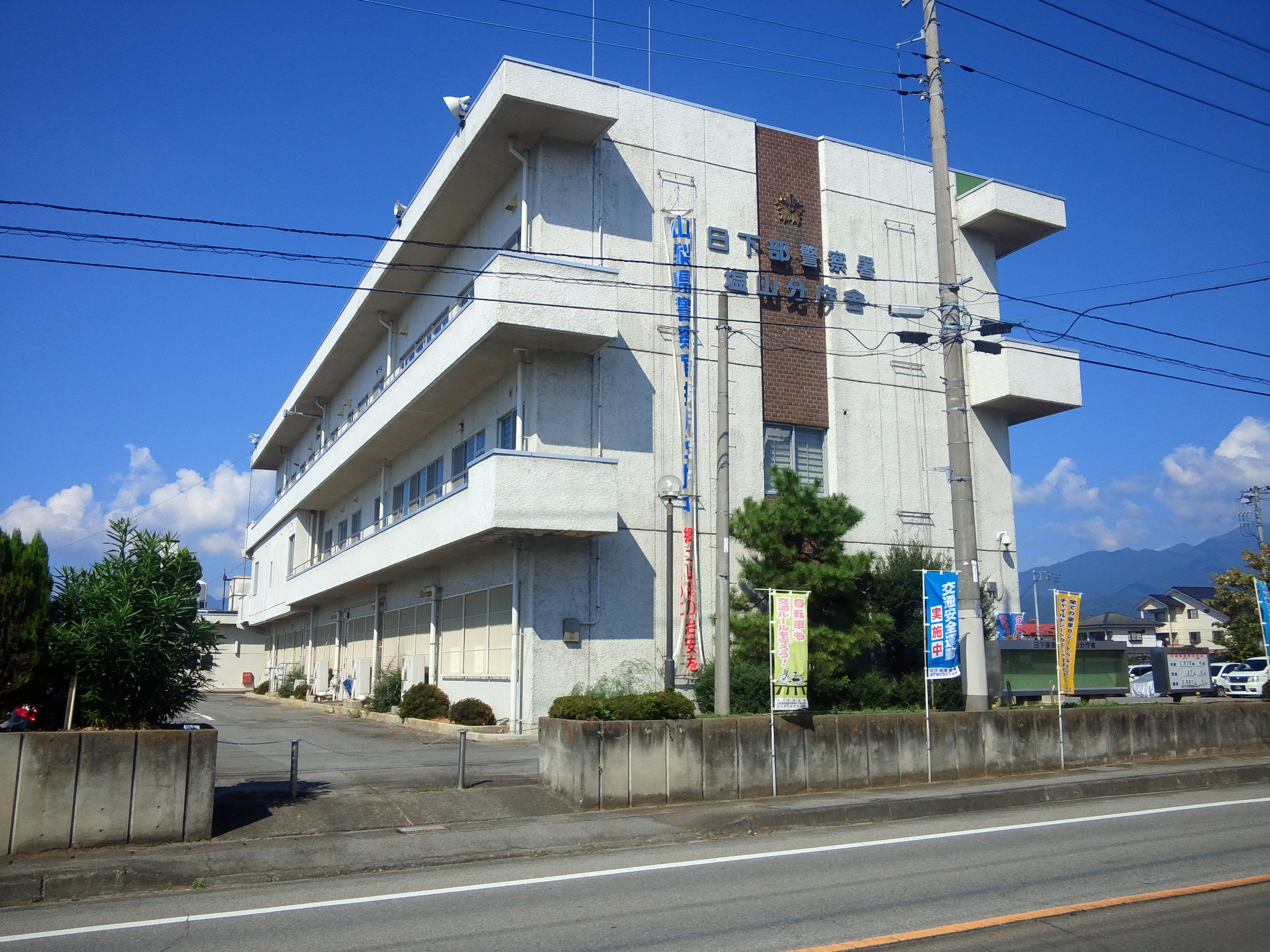
塩山分庁舎

- 塩山分庁舎（甲州市塩山熊野105） - 旧塩山警察署。地域課と交通課が配置されており、旧塩山警察署管内の車庫証明などは、本庁舎でなく当分庁舎で取り扱う。

## 沿革
- 1873年（明治6年）8月 - 取締出張所として開署。
- 1883年（明治16年）7月 - 石和警察署日下部分署に昇格。
- 1886年（明治19年）10月 - 日下部警察署に昇格。
- 1948年（昭和23年）3月7日 - 旧警察法の公布に伴い、自治体警察として日下部地区警察署に改称。
- 1954年（昭和29年）7月1日 - 警察法の改正に伴い、山梨県警察の「日下部警察署」と改称。
- 1994年（平成6年）4月 - 現在地に新築移転。
- 2007年（平成19年）4月1日 - 塩山警察署が当署と統合となり、日下部警察署塩山分庁舎に改称する。分庁舎に地域課及び交通課を配置。 また旧春日居町の区域が管轄再編に伴い、笛吹警察署の管轄に変更となる。
- 2013年（平成25年）4月1日 - 塩山分庁舎で行っている運転免許証更新手続きが変更となり、分庁舎内で運転免許証用の写真撮影と免許更新手数料等の納付に使用する山梨県収入証紙の購入ができなくなった。

## 交番

### 山梨市
- 山梨市駅前交番（山梨県山梨市上神内川1642）

### 甲州市
- 塩山駅前交番（甲州市塩山上於曽1713-1）

## 駐在所

### 山梨市
- 落合駐在所（山梨県山梨市落合1）

- 東山梨駐在所（山梨県山梨市上之割184-5）
- 牧丘駐在所（山梨市牧丘町窪平267-3）
- 牧平駐在所（山梨市牧丘町牧平460-1）
- 三富駐在所（山梨市三富下釜口258-4）
- 日川駐在所（山梨市歌田1）

### 甲州市
- 松里駐在所（甲州市塩山小屋敷2299-2）
- 神金駐在所（甲州市塩山中萩原1326）
- 勝沼駐在所（甲州市勝沼町勝沼756-9）
- 祝駐在所（甲州市勝沼町下岩崎949）
- 勝沼ぶどう郷駐在所（甲州市勝沼町菱山3050-2）
- 大和駐在所（甲州市大和町初鹿野1668-1）